# Physalis pruinosa
Espèce
Classification APG III (2009)
Physalis pruinosa, appelé aussi cerise de terre ou groseille du Cap, est une plante annuelle appartenant au genre Physalis et à la famille des Solanaceae.
La plupart des variétés donnent des buissons qui s'étalent en étoile à moins de trente centimètres du sol sur un mètre de diamètre en fin de saison. Le paillage du pied est vivement conseillé pour éviter le pourrissement des fruits tombés au sol.

## Description
La cerise de terre pousse à l'intérieur d'une enveloppe en forme de lanterne dont la texture ressemble à du papier de couleur orange vif à rouge orangé. Cet arbuste vivace rustique à croissance rapide peut atteindre une hauteur de 60 cm.

## Usage alimentaire

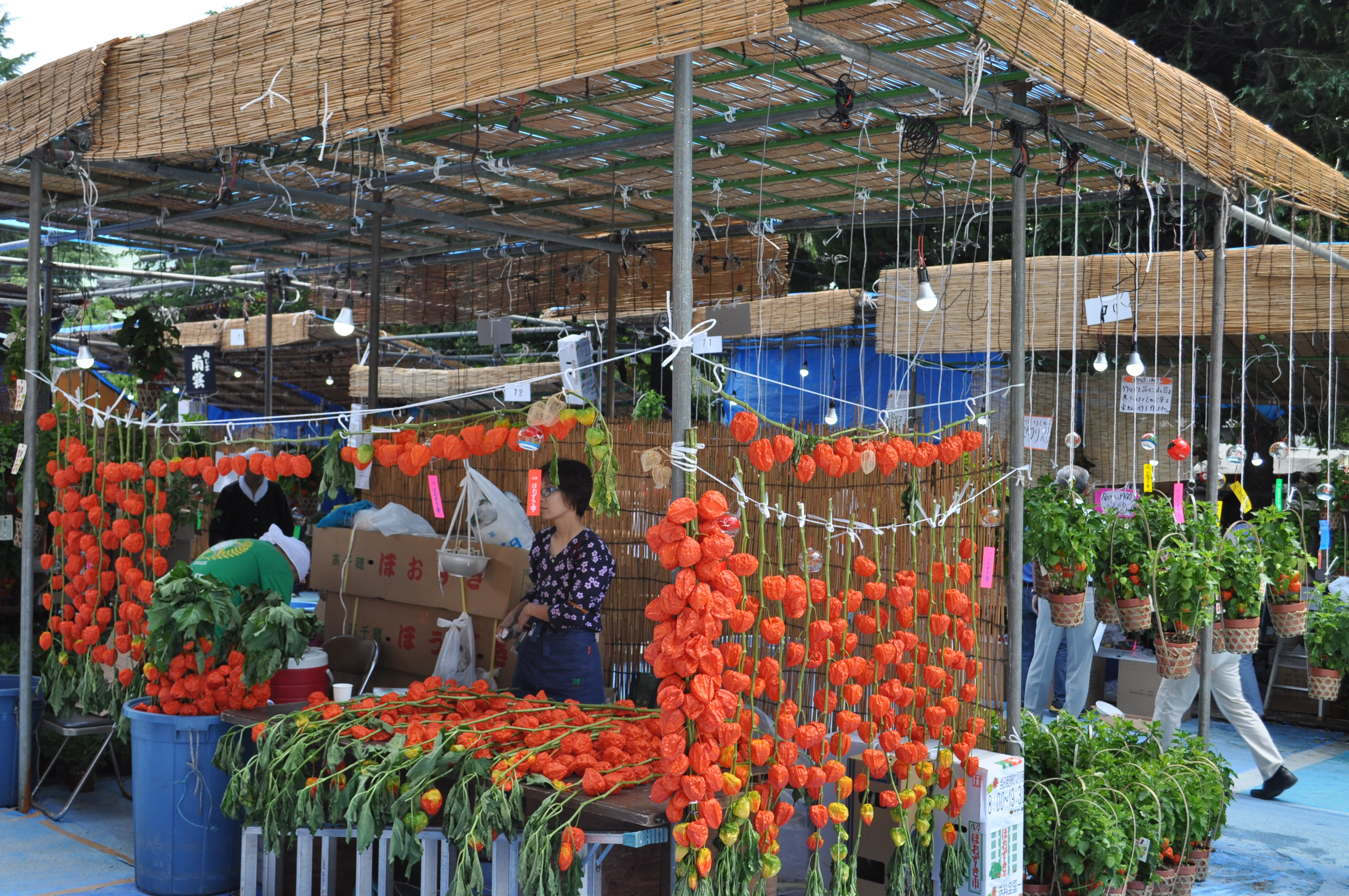
Marché aux physalis en juillet, au temple Sensô-ji à Tokyo.

La production de ses fruits est très précoce et abondante. Les fruits dont le goût rappelle à la fois celui de la tomate et des agrumes sont plus petits que ceux de Physalis peruviana. Quand ils sont mûrs, ils tombent au sol, mais il vaut mieux attendre quelques semaines pour que le goût s'affirme et que les substances amères disparaissent totalement. C'est un fruit qui a le grand intérêt de produire en abondance et seulement deux mois au plus après la plantation.
Toute la plante, sauf la racine, peut servir à préparer un vin diurétique. Les fruits peuvent être consommés en salades mais aussi transformés en confiture, gelée, marmelade ou encore être incorporés dans des tartes, clafoutis ou tout autre gâteau.
Au Québec, la société Kruger vins et spiritueux, par sa filiale Mondia Alliance, produit un apéritif appelé « Amour en cage » (23 % d'alcool), dont la Société des alcools du Québec possède les droits de commercialisation exclusifs.